# Bělá pod Pradědem
Bělá pod Pradědem (deutsch Waldenburg) ist eine Gemeinde in Tschechien. Sie liegt südlich von Jeseník im Altvatergebirge.

## Geographie
Die Gemeinde erstreckt sich im Tal am Oberlauf des Flusses Bělá. Von Süden nach Norden reihen sich die Ortsteile Bělá, Albrechtov, Horní Domašov, Dolní Domašov und Adolfovice entlang der Bělá bis an das zu Jeseník gehörende Dorf Bukovice aneinander. Westlich davon liegen in den Seitentälern des Filipovický potok Filipovice und in dem des Červenohorský potok Drátovna. Das Täler des Borový potok, Keprnický potok und Zaječí potok sind unbesiedelt.

## Geschichte
Die erste schriftliche Erwähnung stammt aus dem Jahr 1284 von den Bischöfen von Breslau. Schon damals gab es hier einen kleinen Markt und eine Kirche. Man vermutet, dass auch die von Haugwitz damals hier siedelten und das Eigentum Anfang des 14. Jahrhunderts erwarben. Nach weiteren Besitzerwechseln erwarben es 1505 die Fugger, die es 1547 den Herren von Freiwaldau übergaben. Der Ort litt nicht nur unter dem Dreißigjährigen Krieg, sondern auch unter Hexenverbrennungen und großen Überschwemmungen, die größte 1903 und 2002. 1836 bestand Waldenburg aus 1053 deutschen Einwohnern.
Während des Zweiten Weltkrieges wurden im Ort einige Gefangenenlager errichtet. Diese wurden dann ab 1945 als Internierungslager für die deutsche Bevölkerung verwendet, die 1945/46 aufgrund der Beneš-Dekrete vertrieben wurde. 1964 wurden Adolfovice und Domašov vereinigt und in Bělá pod Pradědem umbenannt. Im Herbst 2003 wurde auf dem Gelände des bekanntesten Waldlagers Rudohoří (Vietseifen) ein Friedhof für die verstorbenen sowjetischen Kriegsgefangenen und die nach dem Ende des Krieges dort umgekommenen Deutschen eingeweiht.

## Wirtschaftliche Entwicklung
Ab dem 16. Jahrhundert gab es im Ort ein Sägewerk, ab dem 18. Jahrhundert Weißgerbereien und ab dem 19. Jahrhundert eine Brennerei. Später kamen Holzverarbeitungsbetriebe hinzu, 1881 eine Fabrik für Sägezubehör und 1916 Unternehmen zur Herstellung von Holzwolle.

## Sehenswürdigkeiten

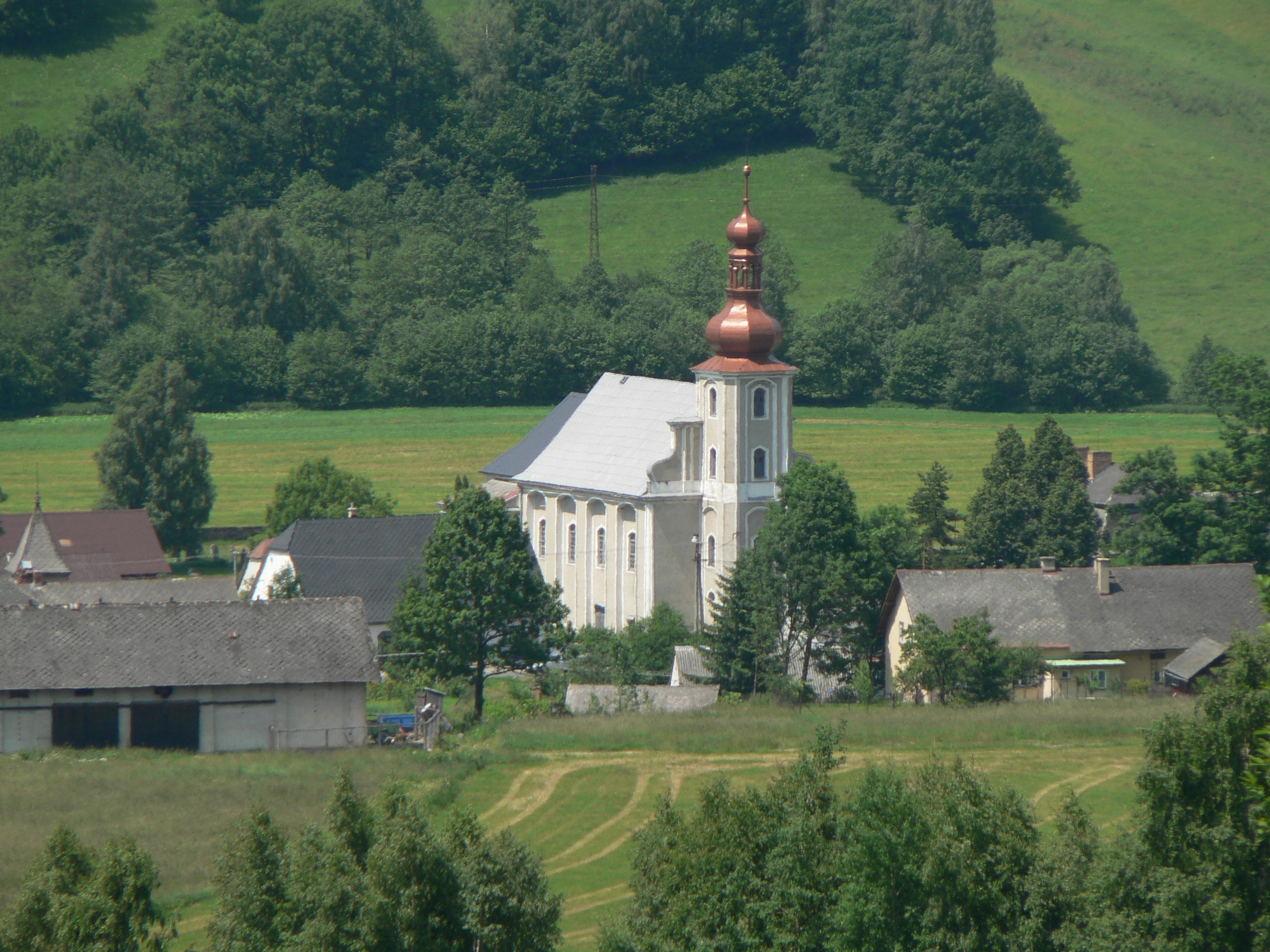
Pfarrkirche St. Thomas

- Pfarrkirche des hl. Thomas in Dolní Domašov (1726–1730)
- Pfarrkirche des hl. Johannes des Täufers in Horní Domašov (1789)
- Wallfahrtskapelle der hl. Maria (Maria-Quelle) in Horní Domašov
- Seifert-Kapelle in Kinseif, erbaut 1938
- Friedhöfe des Arbeits-, Internierungs- und Straflagers Vietseifen (1941–1945) im Tal des Keprnický potok
- Friedhof des Arbeitslagers Borek-Kieflich 2 im Tal des Zaječí potok

## Gemeindegliederung
Die Gemeinde Bělá pod Pradědem besteht aus den Ortsteilen Adolfovice (Adelsdorf), Bělá (Waldenburg), Domašov (Thomasdorf) und Filipovice (Philippsdorf). Zu Bělá pod Pradědem gehört zudem die Ansiedlung Drátovna (Drathzug).
Das Gemeindegebiet gliedert sich in die Katastralbezirke Adolfovice und Domašov u Jeseníka.

## Söhne und Töchter des Ortes
- Gustav Parg (* 1. August 1877; † 7. April 1954 in Homberg), Mundartdichter
- Hans Jürgen Friederici (1922–2004), Historiker
- Arthur Hellmer, Schauspieler